# Lanceoppia csiszarae
Lanceoppia csiszarae är en kvalsterart som beskrevs av Hammer 1968. Lanceoppia csiszarae ingår i släktet Lanceoppia och familjen Oppiidae. Inga underarter finns listade i Catalogue of Life.